# Fabian Scheffczyk
Fabian Scheffczyk (* 20. September 1980 in Osnabrück) ist ein deutscher Jurist. Er ist seit dem 2. Januar 2025 Richter am Bundesverwaltungsgericht.

## Leben und Wirken
Scheffczyk wurde nach dem Studium der Rechtswissenschaften von der Europa-Universität Viadrina in Frankfurt (Oder) im April 2008 zum Doktor der Rechte promoviert. Nach der Zweiten juristischen Staatsprüfung im Juli 2009 war er zunächst als Rechtsanwalt tätig. Im April 2011 wechselte er in das Bundesministerium der Justiz und wurde zum Regierungsrat ernannt. Nach seiner Beförderung zum Oberregierungsrat im April 2012 und zum Regierungsdirektor im April 2013 wurde er von Januar 2014 bis Juni 2016 als wissenschaftlicher Mitarbeiter an das Bundesverfassungsgericht abgeordnet. Im Mai 2017 nahm Scheffczyk zunächst wieder eine Tätigkeit als Rechtsanwalt auf. Im August 2018 trat er in den Justizdienst des Landes Schleswig-Holstein ein und war am Schleswig-Holsteinischen Verwaltungsgericht tätig. Scheffczyk war mit einem Teil seiner Arbeitskraft von Mai 2021 bis Dezember 2024 an das Schleswig-Holsteinische Landesverfassungsgericht und ab August 2021 zugleich an das Schleswig-Holsteinische Oberverwaltungsgericht abgeordnet. Im Januar 2023 folgte seine Ernennung zum Richter am Oberverwaltungsgericht.
Nach seiner Ernennung zum Richter am Bundesverwaltungsgericht am 2. Januar 2025 wies das Präsidium Scheffczyk dem für Wehrbeschwerdesachen zuständigen 1. Wehrdienstsenat und dem Fachsenat nach § 189 VwGO zu.